# Charles Léa
Charles Léa (Duala, Camerún francés, 16 de enero de 1951) es un exfutbolista y entrenador de fútbol de Camerún que jugaba en la posición de delantero.

## Carrera

### Club
| Periodo   | Club               |
| --------- | ------------------ |
| 1968–1969 | Aigle Nkongsamba   |
| 1969–1971 | Diamant Yaoundé    |
| 1971–1972 | Canon Yaoundé      |
| 1972–1973 | Toulouse FC        |
| 1973–1974 | US Quevilly        |
| 1974–1976 | Rennes             |
| 1976–1977 | Amicale de Lucé    |
| 1977–1978 | SM Caen            |
| 1978–1979 | Villemomble Sports |

### Selección nacional
Jugó para Camerún en 52 ocasiones de 1969 a 1972 y anotó nueve goles; participó en la Copa Africana de Naciones 1972.

### Entrenador
| Periodo   | Club               |
| --------- | ------------------ |
| 1978-1980 | Villemomble Sports |
| 1981-1982 | Bicici Abidjan     |
| 1982-1984 | Léopards Douala    |
| 1985-1986 | AS Babimbi         |
| 1988-1989 | Dynamo Douala      |
| 1992-1994 | Léopards Douala    |
| 1994-1996 | Union Douala       |
| 1996-1998 | Dynamo Douala      |
| 1998-2000 | Union Douala       |

## Logros

### Club
- Copa Africana de Clubes Campeones (1): 1971[9]
- Copa de Camerún (1): 1971[10]

### Entrenador
- Copa de Camerún (1): 1998

### Individual
- Balón de Bronce Africano en 1971.[11]
- Lista de los 200 mejores futbolistas africanos de la historia en 2006.[12]